# Joyeux Calvaire
Pour plus de détails, voir Fiche technique et Distribution.
Joyeux Calvaire est un film canadien de Denys Arcand sorti en 1996.

## Synopsis
Dans les rues de Montréal, Marcel connaît tout le monde, et tout le monde le connaît. Joseph vient d’arriver et cherche à comprendre les secrets et les mystères du macadam. Ayant eu l’occasion de fréquenter les prostituées d’Amsterdam (et d’en revenir fauché !), il s’attire l’affection de tous. Marcel et Joseph sont des marcheurs infatigables de la ville. Leur itinéraire est une invitation à la découverte de lieux improbables et de gens attachants. Perpétuellement à la recherche de Stanley, l’unique ami de Marcel, ils rencontrent une galerie invraisemblable de personnages extravagants. Chacun a son histoire à raconter, son espoir à partager. Léo, le chasseur épique qui dévoile sa stratégie secrète pour tuer un phoque. Germaine, que sa délicatesse a poussée à se marier en pantoufles pour ne pas être plus grande que son homme. David, l’ex-avocat qui ne peut oublier la robe de chambre rouge de sa maîtresse d’autrefois. Canard, surnommé ainsi à cause de sa démarche, conséquence d’un suicide raté. Le père Noël délirant en manque de Valium. Roland, qui insiste pour faire porter des culottes roses à Marcel. Armand, qui regrette les émissions de Michel Jasmin... Joyeux calvaire nous raconte l’histoire touchante et pleine d’humour de l’amitié naissante entre Marcel et Joseph. Réussiront-ils à retrouver Stanley avant qu’il ne soit trop tard ?

## Fiche technique
- Réalisation : Denys Arcand
- Scénario : Claire Richard
- Productrice : Denise Robert
- Musique du film :  Yves Laferrière
- Directeur de la photographie : Guy Dufaux
- Montage : André Daignault
- Distribution des rôles : Lucie Robitaille
- Création des décors : Patrice Bengle
- Création des costumes : Michel Robidas
- Coordinateur des cascades : Stéphane Lefebvre
- Format : Couleur - Son Dolby
- Genre : Film dramatique
- Durée : 89 minutes
- Dates de sortie : 
  - États-Unis : 29 novembre 1996
  - Canada : 6 décembre 1996

## Distribution
- Lorne Brass : Stanley
- Gaston Lepage : Marcel
- Benoît Brière : Joseph
- André Mélançon : Armand
- Patrice Dubois : son petit chien
- Jean-Louis Martin : Lupien
- Norman Helms : le concierge
- René Pothier : l'homme à la tuque
- Luc Senay : le fou répétitif
- Richard Fréchette : le gérant du cinéma
- Mark Camacho : le gardien de la gare
- Josée Beaulieu : la folle du métro
- René Richard Cyr : Roland-aux-culottes
- Ellen David : une pénitente de l'oratoire
- Dawn Ford : une pénitente de l'oratoire
- Mario Jean : le barman
- François Dompierre : l'organiste
- Emmanuel Bilodeau : le fou aux crucifix
- Jacqueline Barrette : la mère de Joseph
- Pierrette Robitaille : la sœur de Marcel
- Jean-Claude Germain : le père Noël
- Roger Blay : l'avocat
- Bernard Gosselin : le vieil homme aux chats
- Claude Laroche : Léo
- Guy-Daniel Tremblay : le policier du métro
- René Caron : l'ivrogne du dépanneur
- Louise Laparé : Juliette
- Chantal Baril : Germaine